# 村山 (岐阜市)
村山（むらやま）は、岐阜県岐阜市の大字・町丁。町丁部は村山一丁目から村山四丁目までが置かれている。郵便番号501-1107。

## 地理
北は安食、東は石谷、南は洞、南東は御望、西は則松に隣接している。

## 小字
小字は以下の通り。
- 前田（まえだ）
- 志良古（しらこ）
- 山田（やまだ）
- 稲葉（いなば）
- 川通（かわどおり）
- 東山（ひがしやま）
- 五反門（ごたんもん）
- 隅田（すみだ）
- 宇田（うだ）
- 北山（きたやま）
- 岩戸洞（いわとほら）
- 南山（みなみやま）
- 東浦（ひがしうら）
- 上洞前（かみほらまえ）

## 歴史
江戸期は村山村であり、美濃国方県郡のうち。はじめ加納藩領、のち幕府領、宝暦5年からは旗本佐野織田氏領、同6年からは旗本村山織田氏領、「慶長郷牒」「元和領知改帳」「正保郷帳」「天保郷帳」「旧高旧領」ともに村高257石余。「天保郷帳」は田232石余・畑21石余・桑木高5升・山年貢3石余。明治元年の村明細帳によると戸数57・人口234、馬6、神社は八幡宮。明治4年岐阜県に所属。同8年安食村の一部となり、通称安食村南組といわれた。

### 年表
- 1871年（明治4年） - 岐阜県に所属。
- 1875年（明治8年） - 安食村と村山村が合併し安食村となる[6][5]。
- 1897年（明治30年）4月1日 - 町村制施行し、安食村、佐野村、岩利村、彦坂村、石谷村が合併し稲葉郡方県村が発足。旧村山村は方県村大字村山[6]。旧安食村は方県村大字安食となる[5]。
- 1950年（昭和25年）8月20日 - 市橋村、茜部村、 鶉村、黒野村、方県村が岐阜市に編入。岐阜市村山となる。

## 小・中学校の学区
市立小・中学校に通う場合、学区は以下の通りとなる。
| 地域   | 小学校             | 中学校             |
| ------ | ------------------ | ------------------ |
| 村山   | 岐阜市立方県小学校 | 岐阜市立岐北中学校 |
| 一丁目 | 岐阜市立方県小学校 | 岐阜市立岐北中学校 |
| 二丁目 | 岐阜市立方県小学校 | 岐阜市立岐北中学校 |
| 三丁目 | 岐阜市立方県小学校 | 岐阜市立岐北中学校 |
| 四丁目 | 岐阜市立方県小学校 | 岐阜市立岐北中学校 |

## 世帯数と人口
2018年（平成30年）4月1日現在の世帯数と人口は以下の通りである。
| 大字・丁目      | 世帯数 | 人口  |
| --------------- | ------ | ----- |
| 村山・村山1丁目 | 50世帯 | 151人 |

## 施設
- 村山公民館
- 村山公園
- 西福寺支坊
- 八幡神社

## 交通

### 道路
- 主要地方道
  - 岐阜県道91号岐阜美山線

### バス
- 岐阜市コミュニティバス（方県・網代地区コミュニティバス）[8]
  - 方県ルート[9]
    - （折立平野総合病院） - 村山 - （佐野公民館）

  - 網代ルート[10]
    - （折立平野総合病院） - 村山公民館 - （さくら苑）